# Тримай ритм
«Тримай ритм» (англ. «Take the lead») - фільм 2006 року режисера Ліз Фрідлендер.

## Сюжет
Дуже яскрава і динамічна музична драма з'явилася на великих екранах 17 березня 2006 року. Її зняв жіночий дует режисера і сценариста в особі Ліз Фрідлендер і Дайян Х'юстон. Знаменитий Голлівудський ловелас Антоніо Бандерас не з першого разу погодився на головну роль в картині, але після спілкування з П'єром Дюлейном він дав свою згоду. Велика частина фільму знімалася не в декораціях, а в будівлі реально існуючої школи University of Toronto Schools, і тому виглядає більш реалістично.
Фільм заснований на реальних подіях. Професійний танцівник П'єр Дюлейн (Антоніо Бандерас) стає викладачем танців для хуліганів, залишених після уроків, в Нью-Йоркській загальноосвітній школі. Але його учні вважають за краще хіп-хоп, і класичні танці їм нецікаві. Для того, щоб заслужити прихильність учнів, П'єру доводиться розділити їх інтерес до хіп-хопу. Після цього спільними зусиллями вони створюють новий танцювальний стиль. Колишні хулігани знаходять віру в себе і беруть участь в щорічному змаганні з бальних танців.

## В ролях
| Актор            | Роль           |
| ---------------- | -------------- |
| Антоніо Бандерас | П'єр Дюлейн    |
| Роб Браун        | Рок            |
| Яя Дакоста       | Лоретті        |
| Елфрі Вудард     | Агустін Джеймс |
| Данте Баско      | Рамос          |
| Дженна Дуан      | Саша           |
| Джон Ортіс       | Містер Темпл   |
| Лаура Бенанті    | Тіна           |
| Джонатан Мейл    | Курд           |
| Джесіка Ніколь   | Ігіпт          |
| Катя Віршілас    | Морган         |
| Лорен Коллінз    | Кейтлін        |
| Маркус Т. Полк   | Едді           |
| Елайджа Келлі    | Денжу          |

## Слогани
«Never follow.» (Переклад: «Ніколи не йди.»)

## Цікаві факти
- П'єр Дюлейн бере участь у фільмі в епізодичній ролі, як один із суддів змагання з бальних танців.
- Фільм знімався в канадському місті Торонто.
- Коли фільм вийшов в прокат на Філіппінах, рекламні плакати першим актором фільму називали Данте Баско.
- Спочатку Антоніо Бандерас не хотів зніматися у фільмі про бальні танці. Продюсери зустрілися з ним кілька разів, пояснили нюанси сценарію і познайомили з П'єром Дюлейном. Тільки після цього актор погодився на зйомки

## Музика

### Саундтрек
1. Lena Horne feat. Q-Tip — «I got rhythm» (Take The Lead remix) (2:15) (Титри на початку)
2. Bone Thugs-N-Harmony feat. Fatman Scoop and Melissa — «Take the lead (Wanna ride)» (3:26)
3. The Black Eyed Peas — «Feel it» (4:18)
4. Jae Millz — «I like that (Stop)» (3:43)
5. Rhymefest — «These days» (3:37)
6. Dirtbag — «Here we go» (3:39)
7. Remy Ma — «Whuteva» (3:45)
8. The Empty Heads — «Ya Ya» (Al Stone mix) (3:04)
9. Bailongo! Featuring Vero Verdier — «Asi se Baila el Tango» (2:11) (Танго Пьера и Морган)
10. Sean Biggs feat. Topic and Akon — «Never gonna get it» (3:34)
11. Jae Millz feat. June Christy, Eric B. & Rakim и Mashonda — «I like that you can’t take that away from me» (2:27)
12. Kem — «Fascination» (4:45)

### Бонус
- Sly feat. the Family Stone — «Que Sera, Sera (Whatever will be will be)» (5:18)

## Студії
- Виробництво: New Line Cinema, Tiara Blu Films
- Спецефекти: Pacific Title
- Прокат: Каро-Прем'єр (Росія), New Line (США)